# العلاقات الألمانية الجيبوتية
العلاقات الألمانية الجيبوتية هي العلاقات الثنائية التي تجمع بين ألمانيا وجيبوتي.

## مقارنة بين البلدين
هذه مقارنة عامة ومرجعية للدولتين:
| وجه المقارنة                                              | ألمانيا                                                                              | جيبوتي                    |
| --------------------------------------------------------- | ------------------------------------------------------------------------------------ | ------------------------- |
| المساحة (كم2)                                             | 357.41 ألف                                                                           | 23.20 ألف                 |
| عدد السكان (نسمة)                                         | 81.29 مليون                                                                          | 956.99 ألف                |
| الكثافة السكانية (ن./كم²)                                 | 227.44                                                                               | 41.25                     |
| العاصمة                                                   | بون، برلين                                                                           | جيبوتي                    |
| اللغة الرسمية                                             | اللغة الألمانية                                                                      | لغة فرنسية، اللغة العربية |
| العملة                                                    | يورو، مارك ألماني                                                                    | فرنك جيبوتي               |
| الناتج المحلي الإجمالي (بليون دولار)                      | 3.68 تريليون                                                                         | 1.84 مليار                |
| الناتج المحلي الإجمالي (تعادل القوة الشرائية) بليون دولار | 3.92 تريليون                                                                         | 3.10 مليار                |
| الناتج المحلي الإجمالي الاسمي للفرد دولار أمريكي          | 41.31 ألف                                                                            | 1.95 ألف                  |
| الناتج المحلي الإجمالي للفرد دولار أمريكي                 | 46.40 ألف                                                                            | 3.27 ألف                  |
| مؤشر التنمية البشرية                                      | 0.926                                                                                | 0.470                     |
| رمز المكالمات الدولي                                      | +49                                                                                  | +253                      |
| رمز الإنترنت                                              | .de                                                                                  | .dj                       |
| المنطقة الزمنية                                           | توقيت وسط أوروبا، ت ع م+01:00، ت ع م+02:00، توقيت أوروبا الوسطى المعياري (ت غ م +1) ‏ | ت ع م+03:00               |

## منظمات دولية مشتركة
يشترك البلدان في عضوية مجموعة من المنظمات الدولية، منها:
| علم المنظمة | اسم المنظمة                                                | تاريخ انضمام ألمانيا | تاريخ انضمام جيبوتي |
| ----------- | ---------------------------------------------------------- | -------------------- | ------------------- |
|             | مؤسسة التمويل الدولية                                      | 20 يوليو 1956        | 1 أكتوبر 1980       |
|             | منظمة حظر الأسلحة الكيميائية                               | 29 أبريل 1997        | ?                   |
|             | يونسكو                                                     | 11 يوليو 1951        | 31 أغسطس 1989       |
|             | البنك الإفريقي للتنمية                                     | ?                    | ?                   |
|             | الاتحاد الدولي للاتصالات                                   | 1866                 | 22 نوفمبر 1977      |
|             | الأمم المتحدة                                              | 18 سبتمبر 1973       | 20 سبتمبر 1977      |
|             | منظمة الشرطة الجنائية الدولية                              | ?                    | ?                   |
|             | البنك الدولي للإنشاء والتعمير                              | 14 أغسطس 1952        | 1 أكتوبر 1980       |
|             | العملية المشتركة للاتحاد الأفريقي والأمم المتحدة في دارفور | ?                    | ?                   |
|             | الاتحاد البريدي العالمي                                    | 1 يوليو 1875         | ?                   |
|             | مؤسسة التنمية الدولية                                      | 24 سبتمبر 1960       | 1 أكتوبر 1980       |
|             | منظمة التجارة العالمية                                     | ?                    | ?                   |
|             | وكالة ضمان الاستثمار متعدد الأطراف                         | 12 أبريل 1988        | 12 يناير 2007       |

## وصلات خارجية
- موقع وزارة الخارجية الألمانية